# Saint-Pierre-la-Bruyère
Saint-Pierre-la-Bruyère là một xã thuộc tỉnh Orne trong vùng Normandie tây bắc nước Pháp. Xã này nằm ở khu vực có độ cao trung bình 115 mét trên mực nước biển.